# Trichonitocris tibialis
Trichonitocris tibialis – gatunek chrząszcza z rodziny kózkowatych i podrodziny zgrzypikowych. Jedyny przedstawiciel rodzaju Trichonitocris.

## Zasięg występowania
Gatunek ten występuje w Afryce Środkowej, notowany w Gwinei Równikowej.